# Panga (Saaremaa)
Panga (Duits: Panckerorth) is een plaats in de Estlandse gemeente Saaremaa, provincie Saaremaa. De plaats heeft de status van dorp (Estisch: küla) en telt 35 inwoners (2021).
Tot in oktober 2017 behoorde Panga tot de gemeente Mustjala. In die maand ging de gemeente Mustjala op in de fusiegemeente Saaremaa.
Panga ligt aan de noordkust van het eiland Saaremaa. De kust (in het Estisch: de Panga pank) is hier zeer steil: een loodrechte helling van dolomiet van 21,3 meter over een afstand van 2,5 kilometer. Voor de kust ligt een soortgelijke helling, maar dan onder water als een soort golfbreker. Het water tussen de twee hellingen is een favoriet foerageergebied voor ooievaars en andere vogels onderweg naar het zuiden.
Panga is het eindpunt van de Tugimaantee 86.

## Geschiedenis
De plaats werd in 1554 voor het eerst genoemd onder de naam Pancker orth, een nederzetting op het terrein van het landgoed van Paatsa.

## Foto's

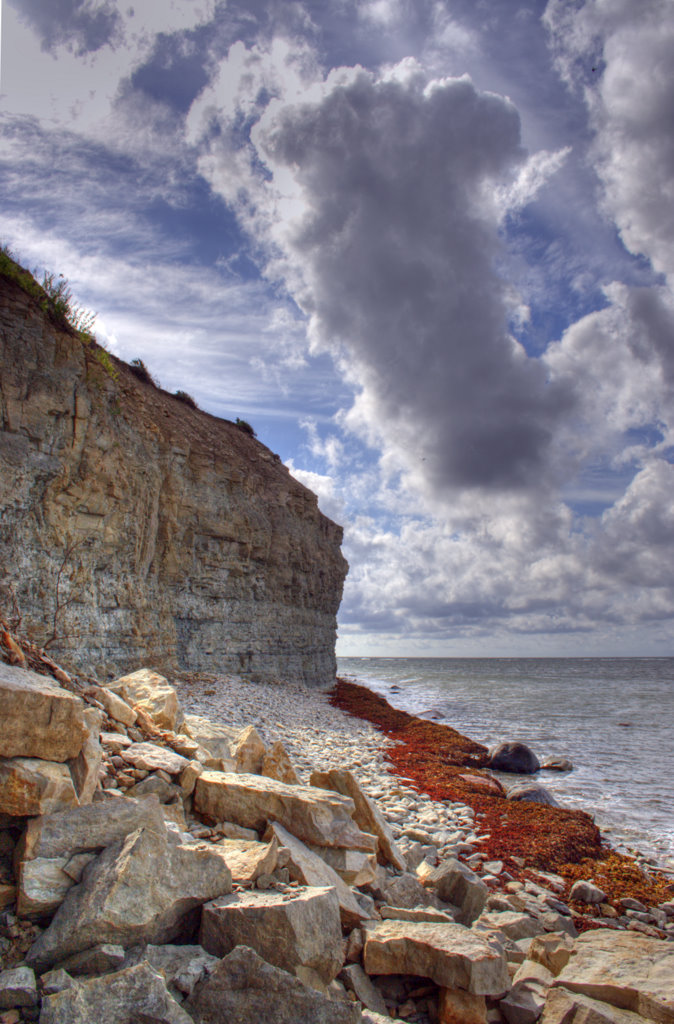
De Panga pank
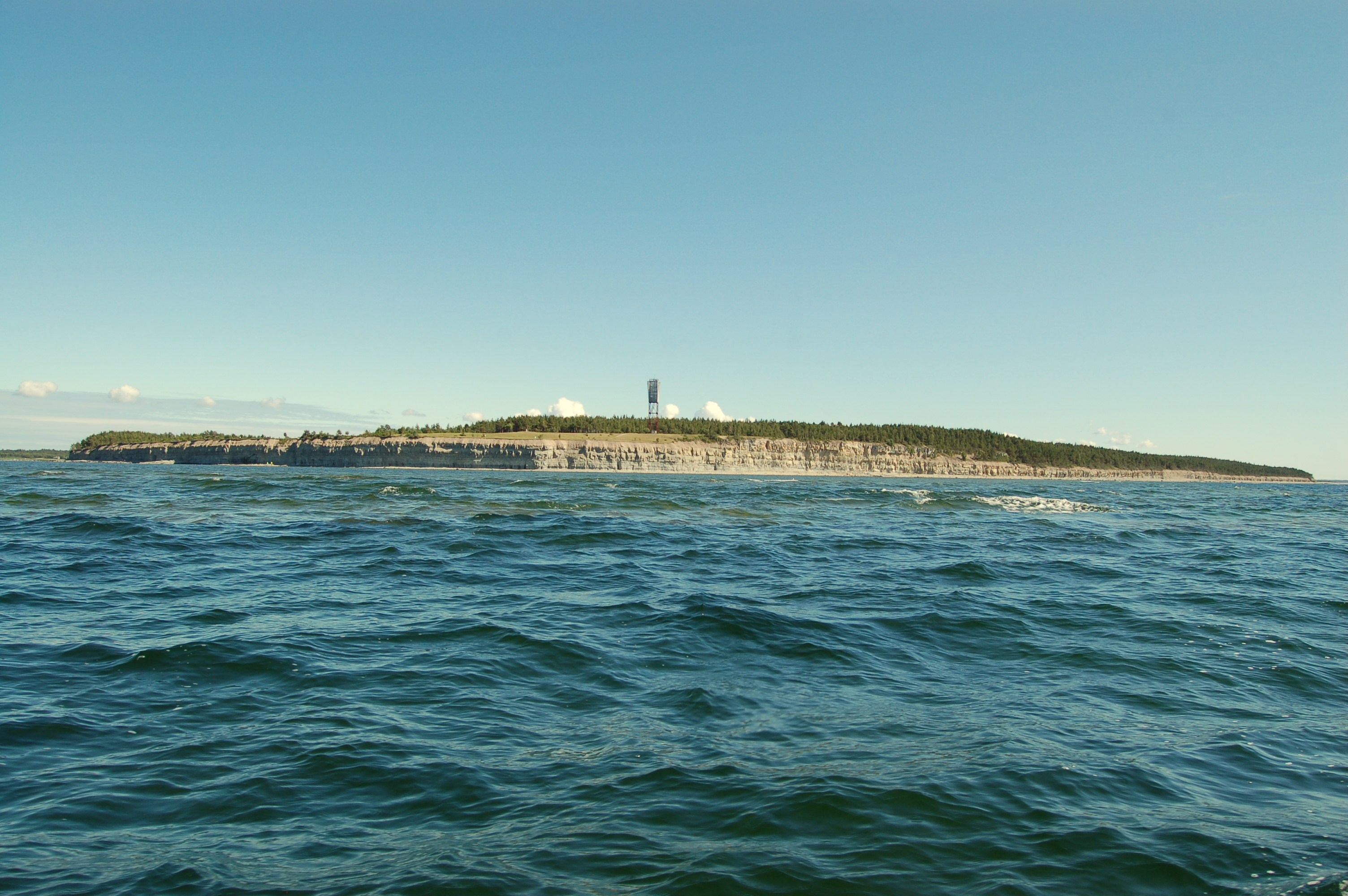
De Panga pank vanuit de zee
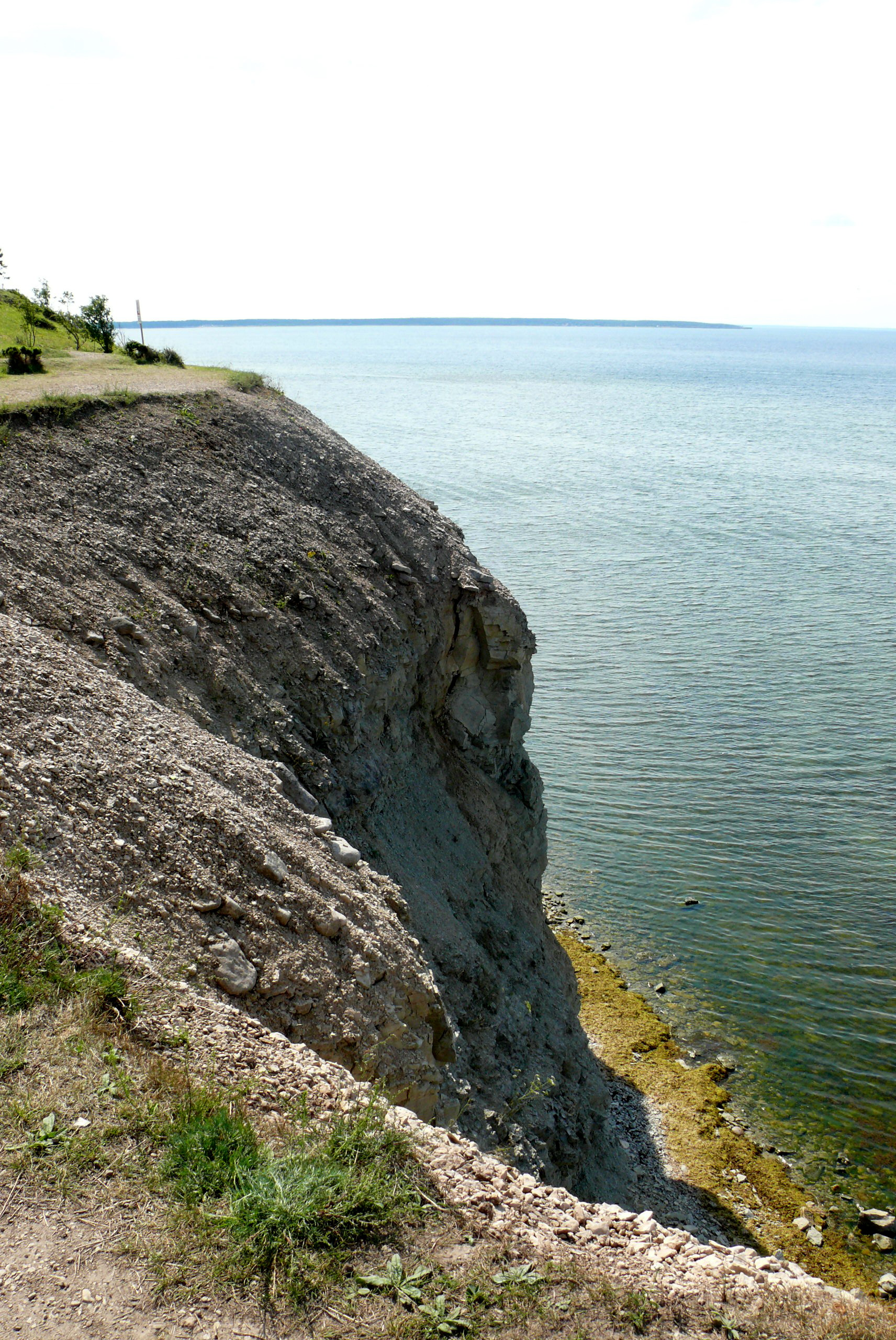
De Panga pank
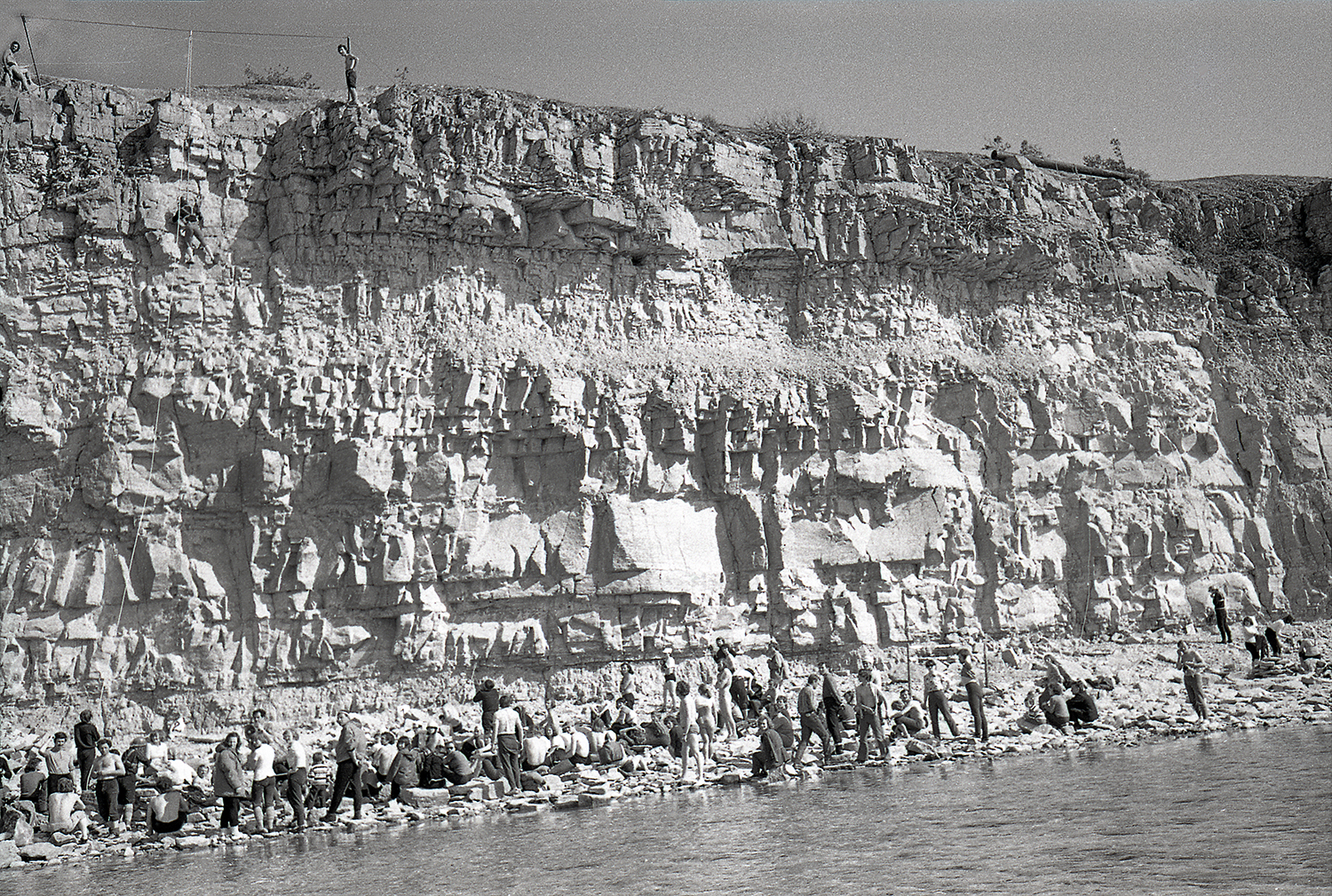
Alpinisme tegen de Panga pank anno 1974
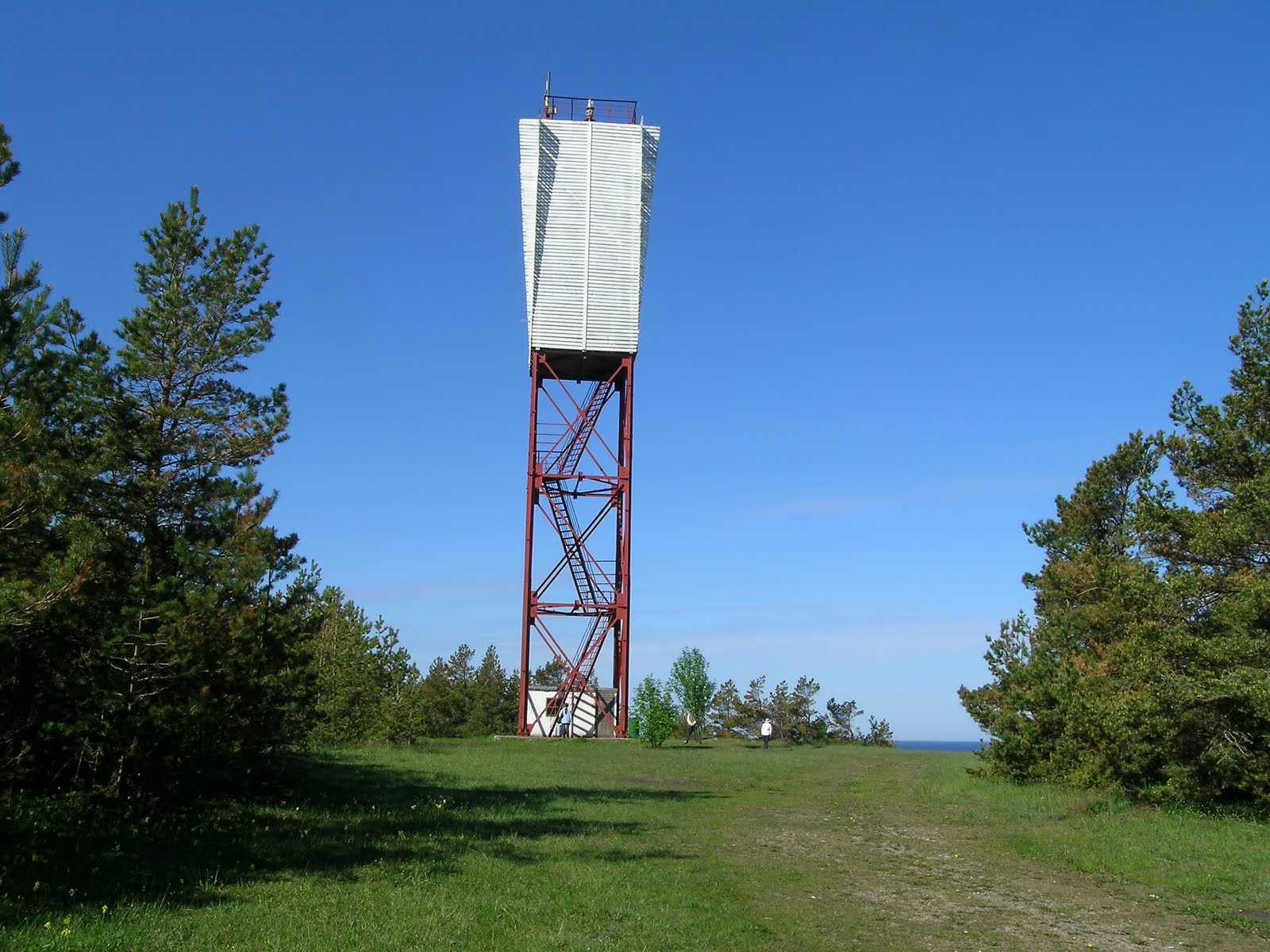
Lichtbaken op de Panga pank